# Калевала
Калевала је фински народни еп из 19. века чији је аутор Елијас Ленрут. Читав еп је везан за неколико догађаја у којима је приказано неколико ликова, који нису историјски већ митски, међу којима се истиче старац, певач и чудотворац Вејнемејнен, који снагом речи мења свет доживљавајући разне згоде и незгоде у односима са другим ликовима. У Калевали је, поред догађаја из историје и митологије, сачувано целокупно богатство финског фолклора као и хришћанских легенди. У основи је радње борба једног народа против шкрте и нељубазне природе севера.